# Genista tenera
Genista tenera là một loài thực vật có hoa trong họ Đậu. Loài này được (Murray) Kuntze miêu tả khoa học đầu tiên.

## Hình ảnh

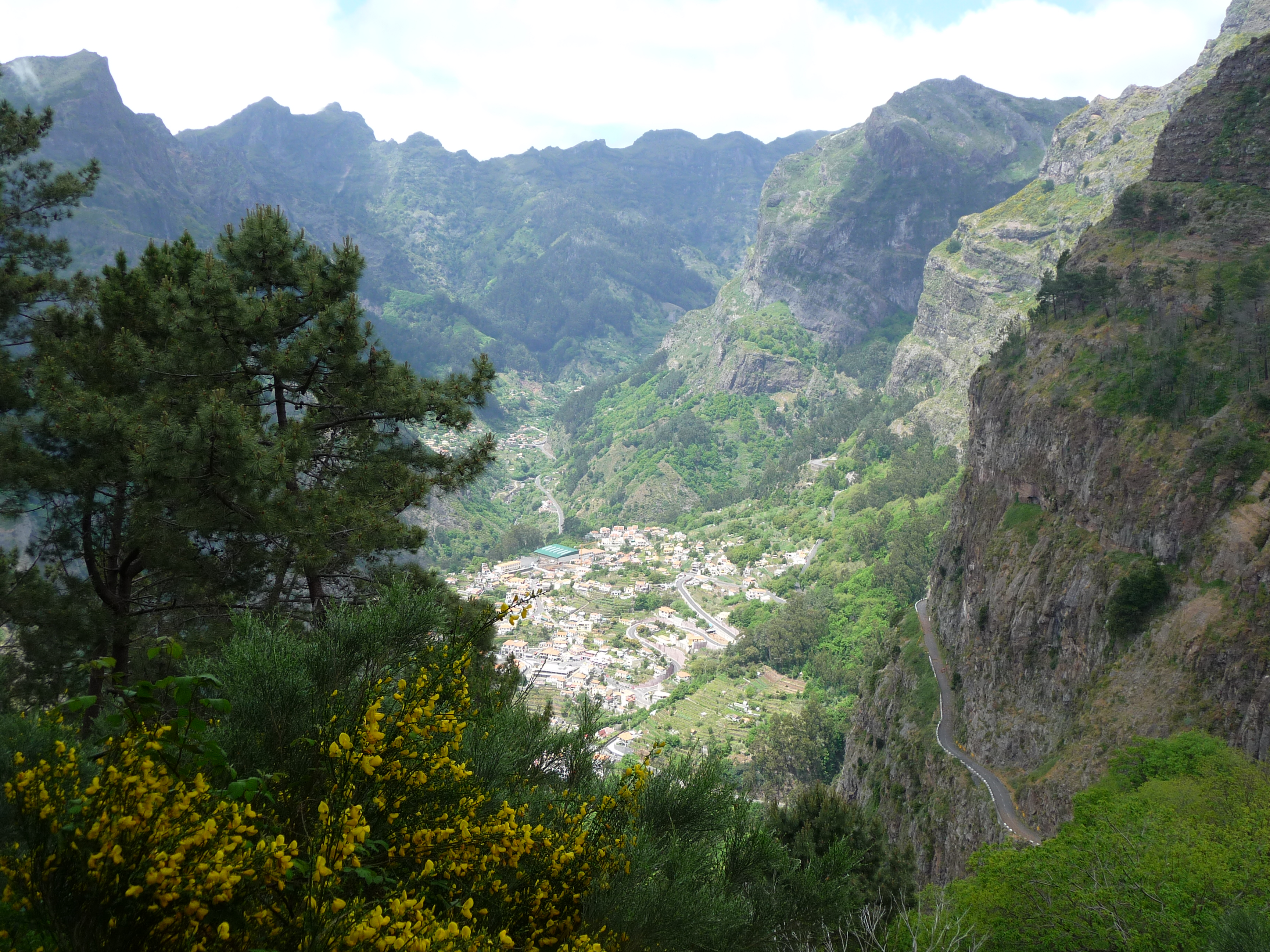